# شاهزاده ولادیمیر (فیلم)
شاهزاده ولادیمیر (روسی: Кня́зь Влади́мирیا Knyaz ولادیمیر) یک فیلم بلند- سل انیمیشن و پویانمایی روسی در سال ۲۰۰۶ است.
براساس داستان ولادیمیر کبیر (شاه روس کیف (مبلغ مسیحیت در روسیه، اوکراین و بلاروس) این فیلم یک نسخه خیالی از داستان اقتباس شده ولادیمییر کبیر برای کودکان و پر از عناصر فانتزی می‌باشد.

## صدای پیشگان
| بازیگر             | نقش (نقش‌ها)      |
| ------------------ | ---------------- |
| سرگئی بزروکوف      | شاهزاده ولادیمیر |
| الکساندر برینوف    | کریشا            |
| لوف دوروف          | بویان            |
| ایگور یاسولوفچی    | ولکاف            |
| ولادیمیر گوستیوخین | اولاف اول نروژ   |
| دیمیرتری نظروف     | دوبرینیا نیکی‌تیچ |
| یوری بارکون        | کوریا            |
| توماس شلچر         | الکسی            |
| لیزا مارتیروسفا    | اولگا            |
| کولیا راستورگوف    | شاهزاده گیار     |
| الکسی کولگان       | کانستین و خوتیون |
| ولادیمیر آنتون     | بیزانس امپراتور  |
| آرینا بزروسکا      | ملکه آنا         |
| الکساندر ریزکوف    | مشاور            |
| واسیلی داکانکو     | آناستازی         |
| آناتلی بلی         | یاروپولک یکم     |
| آنا کمنکوفا        | شاهزاده اولگا    |